# Katastrofa ekologiczna

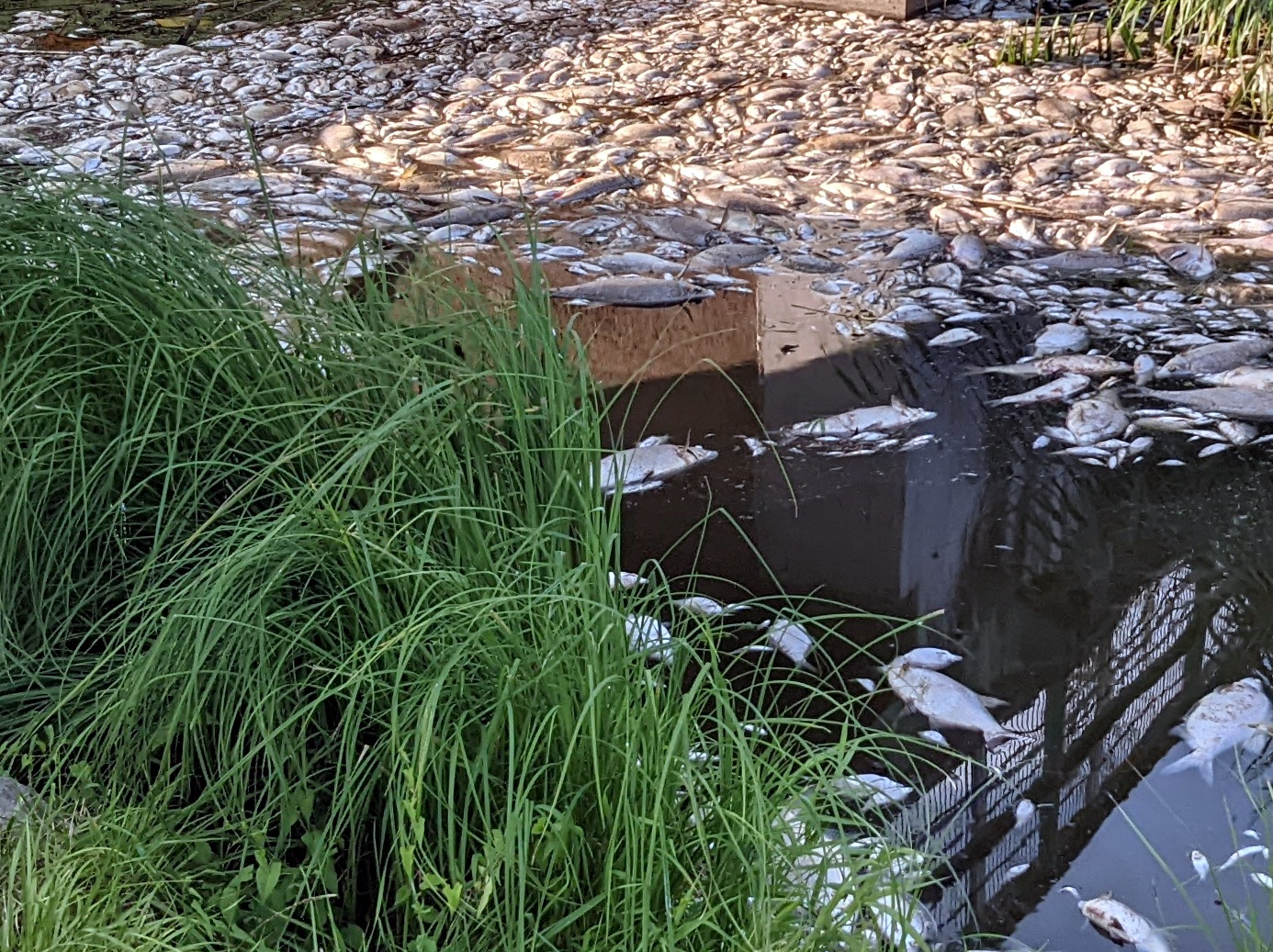
Śnięte ryby w Odrze (Katastrofa ekologiczna na Odrze w 2022 roku)

Katastrofa ekologiczna (również klęska ekologiczna) – zjawisko polegające na nieodwracalnym w naturalny sposób uszkodzeniu lub zniszczeniu środowiska przyrodniczego.
Zachodzi ono w różnych sytuacjach, lecz przede wszystkim:
- kiedy po zmianie abiotycznego składnika środowiska (np. zmiana temperatury, spadek ilości opadów itp.) zasoby środowiska maleją w stosunku do potrzeb gatunku
- kiedy środowisko staje się niesprzyjające dla danego gatunku z powodu zbyt dużej presji drapieżników
- kiedy nadmierny przyrost powoduje gwałtowny spadek szans na przetrwanie gatunku (przeludnienie)

Katastrofie ekologicznej sprzyjają globalne zagrożenia ekologiczne:
- globalne zmiany klimatyczne
- niszczenie warstwy ozonowej
- zakwaszenie atmosfery i wód
- wylesianie powierzchni Ziemi
- stepowienie i pustynnienie powierzchni Ziemi
- zanieczyszczenie mórz i oceanów
- degradacja zasobów wody pitnej
- ograniczenie bioróżnorodności i ekologicznych użytków pozaekonomicznych
- zanieczyszczenie okołoziemskiej przestrzeni kosmicznej.